# Xylionopsis matruelis
Xylionopsis matruelis là một loài bọ cánh cứng trong họ Bostrichidae. Loài này được Damoisseau miêu tả khoa học năm 1968.